# Wakkerendijk 120
Wakkerendijk 120 is een gemeentelijk monument aan de Wakkerendijk in Eemnes in de provincie Utrecht. 
De oudste vermelding van een boerderij op deze plek dateert van het begin van de achttiende eeuw. In de langhuisboerderij was in de tweede helft van de negentiende eeuw een winkel en een stille kroeg ondergebracht. 
De nok van het rietgedekte zadeldak staat haaks op de dijk. Onder het opkamervenster bevindt zich een dichtgemetseld opkamervenster.